# Нейтронная физика
Нейтро́нная фи́зика — раздел физики элементарных частиц, занимающийся исследованием нейтронов, их свойств и структуры (времени жизни, магнитного момента и др.), методов получения, а также возможностями использования в прикладных и научно-исследовательских целях.

## Физика

### Нейтроны
Отсутствие у нейтрона электрического заряда приводит к тому, что они в основном взаимодействуют непосредственно с атомными ядрами, либо вызывая ядерные реакции, либо рассеиваясь на ядрах. Характеристика и интенсивность нейтронно-ядерного взаимодействия (нейтронные сечения) существенно зависят от энергии нейтронов. В нейтронной физике главным образом используются нейтроны с энергиями от 107 до 10−7 эВ (длины волн де Бройля от 10−12 до 10−5 см). Соответственно этому диапазону энергий и длин волн исследуются объекты с размерами от 10−12 см и характерными энергиями возбуждения 106 — 107 эВ (атомного ядра) до видимых в оптический микроскоп объектов размерами 10−4 см (например, макромолекулы биополимеров).
Нейтронное излучение условно разделяют на энергетические диапазоны, отличающиеся методами получения и регистрации нейтронов, а также направлениями их использования:
| Нейтроны       | Энергия Ε, эВ | Скорость v, см/с | Ср. длина волны λ, см | Средняя температура Τср, К |
| -------------- | ------------- | ---------------- | --------------------- | -------------------------- |
| Быстрые        | > 105         | > 1,4⋅109        | < 10−12               | 10                         |
| Медленные      |               |                  |                       |                            |
| промежуточные  | 104−103       | 1,4⋅108          | 3⋅10−11               | 108                        |
| резонансные    | 0,5−104       | 1,4⋅107          | 3⋅10−10               | 106                        |
| Тепловые       | 0,5−5⋅10−3    | 2⋅105            | 2⋅10−8                | 300                        |
| Холодные       | 5⋅10−3−10−7   | 4,4⋅104          | 9⋅10−8                | 10                         |
| Ультрахолодные | 10−7          | 4,4⋅102          | 9⋅10−6                | 10−3                       |

Нейтроны с кинетической энергией E > 100 кэВ названы быстрыми. Они способны испытывать на ядрах неупругое рассеяние и вызывать эндотермические ядерные реакции, например (n, α), (n, 2n), (n, pn). Сечения этих реакций сравнительно плавно зависят от E (выше характерного для них энергетического порога), и их исследование позволяет изучать механизм распределения энергии возбуждения между нуклонами, составляющими ядро.
Нейтроны с энергией E < 100 кэВ часто называется медленными, они в свою очередь делятся на резонансные и промежуточные. Медленные нейтроны в основном упруго рассеиваются на ядрах или вызывают экзотермические ядерные реакции, в первую очередь радиационный захват (n, γ), реакции типа (n, p), (n, α) и деление ядер. Реакции 3He(n, p)3H; 10B(n, α)7Li используются для регистрации нейтронов; вторая из них — также для защиты от нейтронного излучения.
Название «резонансные нейтроны» обусловлено наличием резонансных максимумов (нейтронных резонансов) в энергетической зависимости эффективного сечения σ(E) взаимодействия нейтронов с веществом. Исследования с резонансными нейтронами дают возможность изучать спектр возбуждения ядер. В области энергии промежуточных нейтронов резонансная структура нейтронов сечения сглаживается из-за перекрытия соседних резонансов. Сечение любой ядерной реакции, вызываемое достаточно медленными нейтронами, обратно пропорционально их скорости. Это соотношение называется «законом 1/v». Отклонение от этого закона наблюдается, когда E становится сравнимой с энергией первого резонансного уровня.

### Получение
Практически во всех нейтронно-физических исследованиях используются пучки моноэнергетических нейтронов со степенью монохроматизации ~10−2. Интенсивные пучки быстрых нейтронов получаются на ускорителях заряженных частиц в ядерных реакциях (p, n) и (d, pn). Энергия нейтронов Е изменяется при варьировании энергии первичных заряженных частиц, падающих на мишень.
Медленные нейтроны также могут быть получены на всех типах ускорителей, в том числе на электронных ускорителях в результате реакций (γ, n) при облучении мишеней на тяжелых элементах γ-квантами тормозного излучения электронов. Получающиеся быстрые нейтроны могут быть замедлены. Обычно для этого используется водородсодержащие вещества (вода, парафин и другие), в которых нейтроны теряют свою энергию, рассеиваясь на ядрах водорода. Однако после замедления нейтроны не моноэнергетичны.
Для получения моноэнергетических нейтронов применяют метод времени пролёта, для которого необходимы импульсные источники нейтронов. В каждый момент времени t после импульса нейтронов на детектор, удаленный от источника на расстояние L, приходят нейтроны с энергией, определяемой соотношением
{\displaystyle E=5227({\frac {L}{t}})^{2},}
где энергия выражена в электронвольтах, расстояние — в метрах, время — в микросекундах.
Мощные источники тепловых нейтронов — ядерные реакторы создают внутри замедлителей потоки тепловых нейтронов до 1015 нейтронов/(см2×с). Моноэнергетические тепловые нейтроны получают на монокристаллах. Для получения холодных нейтронов используются замедлители, охлаждаемые до температуры жидкого азота и даже жидкого водорода (20 К). Ультрахолодные нейтроны выводятся из замедлителя резко изогнутыми вакуумными нейтроноводами.

## Исследования
Энергия тепловых нейтронов сравнима с энергией тепловых колебания атомов в твердом теле, а λn — с межатомным расстоянием. При прохождении тепловых нейтронов через вещество они могут существенно менять свою энергию, приобретая или отдавая её тепловым колебаниям атомов или молекул. По величине таких изменений может быть получен фононный спектр вещества. При рассеянии тепловых нейтронов на монокристаллах имеет место дифракция нейтронов.

### Отдельные исследования
Холодные нейтроны используются для изучения медленных диффузионных движений атомов и молекул в различных средах, а также для исследования белковых макромолекул, полимеров, микродефектов и микро-неоднородностей в растворах и сплавах.
Ультрахолодные нейтроны полностью отражаются от большинства материалов за счет своеобразного «отталкивания» их веществом. Это явление подобно полному внутреннему отражению света на границе двух сред и может быть описано мнимым показателем преломления для нейтронного излучения с длиной волны λn > 500 Å. Благодаря этому ультрахолодные нейтроны можно накапливать и длительное время (сотни секунд) хранить в замкнутых сосудах.
Наличие у нейтронов магнитно-дипольного момента вызывает магнитное рассеяние нейтрона на атомарных электронах, что даёт возможность изучать структуру и динамику магнитных материалов.
Предметом исследования нейтронной физики является также свойства самого нейтрона как элементарной частицы. Большое значение для физики слабого взаимодействия имеет точное измерение времени жизни нейтрона . Многие расширения Стандартной Модели предсказывают наличие у нейтрона ненулевого электрического дипольного момента, а также существование нейтрон-антинейтронных осцилляций.

### Значение
Результаты нейтронно-физических исследований имеют особое практическое значение в связи с проблемами получения ядерной энергии, так как в процессе ядерного деления и термоядерного синтеза нейтроны играют основную роль.